# 르'리에

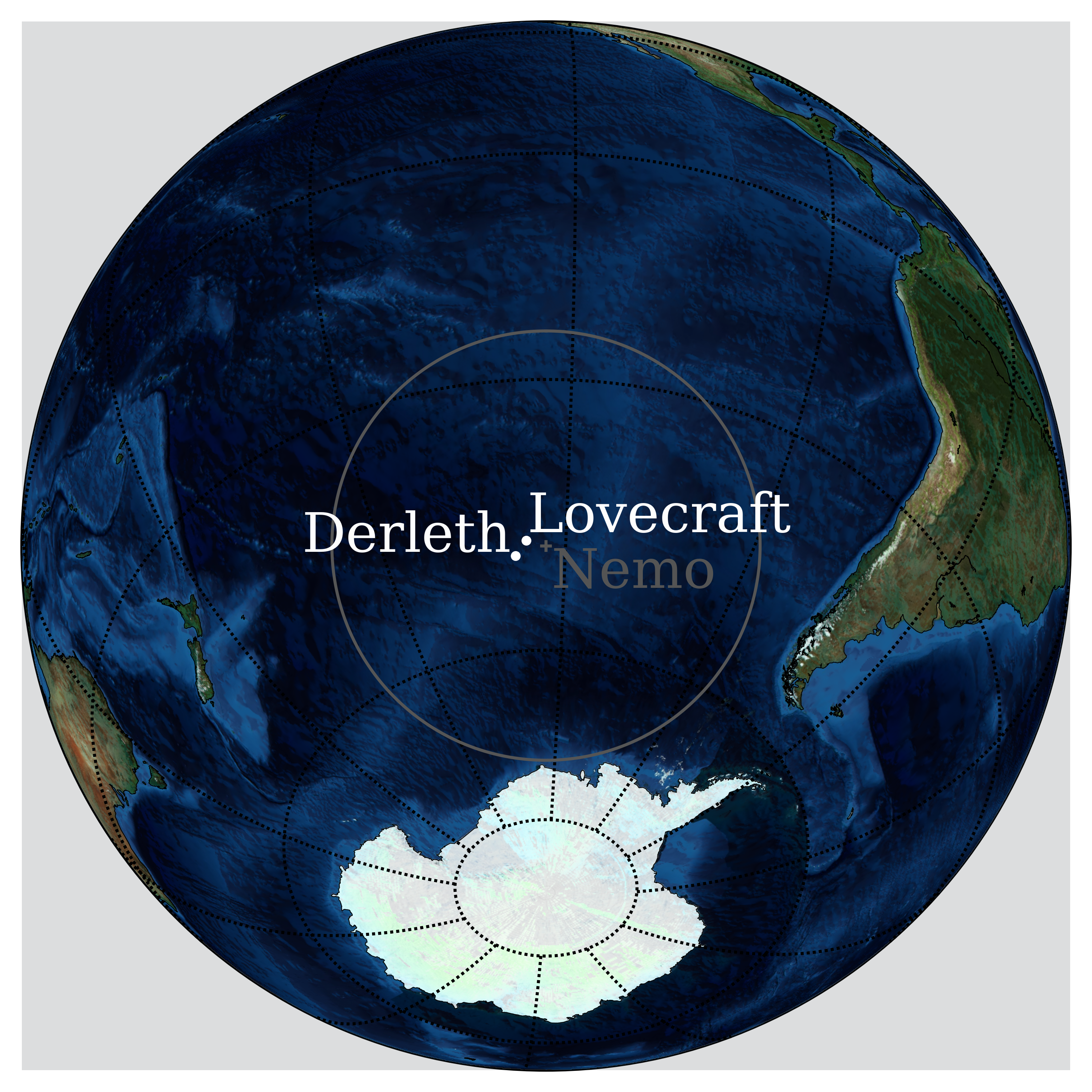
르'리에의 위치

르'리에(R'lyeh)는 하워드 필립스 러브크래프트의 소설에 나오는 가상의 도시이다. 르'리에는 신적인 존재인 크툴후가 잠자고 있는 태평양에 가라앉은 도시이며, 비유클리드 기하학적인 모습을 하고 있다.
러브크래프트는 남위 47도 9분, 서경 126도 43분에 위치해져있다고 하나 실제로 확인되지 않았다. 오거스트 덜레스는 자신의 저작에서 남위 49도 51분, 서경 128도 34분이라 했다. 덜레스의 좌표는 폰페이섬으로부터 1일 거리 위치인데, 이 때문에 이 섬은 크툴후신화에서 주요한 역할을 하게 되었다.
르'리에는 크툴후신화에서 가장 흔히 사용되는 기도문에 등장한다. "ph'nglui mglw'nafh Cthulhu R'lyeh wgah'nagl fhtagn", 번역하면 "르'리에의 그의 집에서 죽은 크툴후가 꿈꾸며 기다린다"